# Melanie Rios
Sara Vélez Galeano (Medellín, 10 de diciembre de 1991), conocida como Melanie Rios o Melanie Jane, es una actriz pornográfica retirada colombiana.
Melanie Rios comenzó su carrera como actriz a los 18 años, colocándose como una de las mujeres más destacadas del mundo pornográfico. Se ha dado a conocer por no realizar escenas de sexo anal, algo bastante inusual. Sus escenas abarcan casi todos los géneros, desde el sexo heterosexual hasta el sexo lésbico, participando en producciones para diversas empresas de la industria porno.

## Premios y nominaciones
- 2011. Nominada al Premio XBIZ – Mejor Starlet nueva[2]
- 2012. Nominada al Premio AVN – Mejor escena de trío (G/G/B) – Oil Overload 4[3]
- 2012. Nominada al Premio AVN – Mejor escena sexual lésbica – Lush[3]
- 2013. Nominada al Premio XBIZ – Mejor escena - Spartacus MMXII The Beginning[4]